# Wereldkampioenschappen wielrennen 1993
De wereldkampioenschappen wielrennen 1993 werden gehouden in en rond de Noorse hoofdstad Oslo. De wegwedstrijden voor vrouwen en mannen waren respectievelijk op 28 en 29 augustus.
Lance Armstrong was op 22-jarige leeftijd de beste bij de elite en boekte zo de grootste overwinning uit zijn carrière tot dan toe. Eerder dat jaar had de Amerikaan al wel een etappe in de Ronde van Frankrijk gewonnen. Armstrong verklaarde in 2020 dat hij "waarschijnlijk" op 21-jarige leeftijd is begonnen met het gebruik van doping, wat zou betekenen dat hij tijdens het wereldkampioenschap niet meer 'schoon' was.
Bij de vrouwen was er in 1992 geen wegwedstrijd verreden, maar dit jaar stond deze weer wel op het programma. Leontien van Moorsel, in 1991 ook al de beste, won, voor Jeannie Longo-Ciprelli en Laura Charameda.
De tijdritdiscipline stond nog niet op het programma van dit wereldkampioenschap.
| Wegwedstrijd professionals (257,6 km) |                     |          |
| Plaats                                | Naam                | Tijd     |
| Goud                                  | Lance Armstrong     | 6u17'10" |
| Zilver                                | Miguel Indurain     | +19"     |
| Brons                                 | Olaf Ludwig         | z.t.     |
| 4                                     | Johan Museeuw       | z.t.     |
| 5                                     | Maurizio Fondriest  | z.t.     |
| 6                                     | Andrei Tchmil       | z.t.     |
| 7                                     | Dag Otto Lauritzen  | z.t.     |
| 8                                     | Gérard Rué          | z.t.     |
| 9                                     | Bjarne Riis         | z.t.     |
| 10                                    | Frans Maassen       | z.t.     |
| 11                                    | Marco Giovannetti   | z.t.     |
| 12                                    | Claudio Chiappucci  | +24"     |
| 13                                    | Andreas Kappes      | +1'17"   |
| 14                                    | Adrie van der Poel  | z.t.     |
| 15                                    | Laurent Jalabert    | +1'47"   |
| 16                                    | Vjatsjeslav Jekimov | z.t.     |
| 17                                    | Felice Puttini      | z.t.     |
| 18                                    | Bo Hamburger        | z.t.     |
| 19                                    | Harald Maier        | z.t.     |
| 20                                    | Richard Virenque    | z.t.     |